# Guldhuvad quetzal
Guldhuvad quetzal (Pharomachrus auriceps) är en fågel i familjen trogoner inom ordningen trogonfåglar.

## Utbredning och systematik
Guldhuvad quetzal delas in i två underarter med följande utbredning:
- P. a. auriceps – östra Panama (Cerro Pirre) och Anderna från Colombia söderut, på västsluttningen till nordvästra Peru och på östsluttningen till Bolivia (i syd till västra Santa Cruz)
- P. a. hargitti – Sierra de Perijá på gränsen mellan Colombia och Venezuela samt Anderna i Venezuela

## Status och hot
Arten har ett stort utbredningsområde, men tros minska i antal, dock inte tillräckligt kraftigt för att den ska betraktas som hotad. Internationella naturvårdsunionen IUCN listar arten som livskraftig (LC). Beståndet uppskattas till i storleksordningen 50 000 till en halv miljon vuxna individer.